# Eufaula, Alabama
Eufaula är en stad i Barbour County i den amerikanska delstaten Alabama med en yta av 190 km² och en folkmängd som uppgick till 13 137 invånare år 2010.
Trots att filmen Sweet Home Alabama huvudsakligen spelades in i Georgia, var vissa scener som föreställer gamla hus i Greenville i Butler County inspelade i Eufaula.

## Kända personer
- S. Hubert Dent, politiker
- Martha Reeves, sångerska